# Рощаковский, Михаил Сергеевич
Михаил Сергеевич Рощаковский (24 сентября 1876, с. Александровка, Херсонская губерния — 1938, Карагандинский ИТЛ) — русский морской офицер, участник русско-японской войны, впоследствии дипломат.

## Биография
Происходил из древнего украинского шляхетско-дворянского рода Рощаковских.
- 1896 — Окончил Морской кадетский корпус с присуждением премии Адмирала Нахимова в 250 р.
- 25 сентября 1896 — Произведён в мичманы с зачислением в 1-й флотский экипаж
- 12 февраля — 25 апреля 1897 — Вахтенный офицер броненосца «Чесма»
- 16 мая 1897 — 16 января 1898 — Производитель гидрографических работ на Балтийском море.
  - 23 мая — 1 июня 1897 — На описной барже № 2.
  - 1 июня — 20 августа 1897 — На шхуне «Зоркая».
  - 20 августа — 9 октября 1897 — На описной барже № 2.
- 24 января 1898 — Вахтенный офицер броненосца «Император Александр II»
- 1 февраля 1898 — Вахтенный начальник миноносца № 120
- 3 января 1899 — Вахтенный начальник мореходной канонерской лодки «Грозящий»
- 1 июня 1899 — 16 июля 1900 — Вахтенный начальник броненосца «Император Александр II»
- 31 июля 1900 — Прикомандирован к 18-му флотскому экипажу
- 13 сентября 1900 — Вахтенный начальник миноносца «Скат»
- 1 января 1901 — Лейтенант.
- 12 мая 1901 — Вахтенный начальник эскадренного броненосца «Наварин».
- 6 октября 1901 — Вахтенный начальник крейсера 1-го ранга «Рюрик»
- 28 января — 9 сентября 1902 — Вахтенный начальник крейсера 1-го ранга «Громобой»
- 18 сентября 1902 — Вахтенный начальник крейсера 2-го ранга «Разбойник»
- 2 августа 1902 — Вахтенный начальник и в.р.и.д. командира миноносца «Бойкий»
- 10 октября 1903 — Вахтенный начальник крейсера 2-го ранга «Разбойник»
- 27 января 1904 — Вахтенный начальник эскадренного броненосца «Полтава»
- 25-27 апреля 1904 — По собственной инициативе предпринял неудачную попытку атаковать японские десантные суда в заливе Керр на минном катере «Авось» (штатный моторный катер эскадренного броненосца «Ретвизан»)
- 31 марта 1904 — Командовал гребным катером во время спасения команды эскадренного броненосца «Петропавловск», спас из воды 18 человек.
- 5 мая 1904 — Командир миноносца «Решительный».
- Июль 1904 — Провел две успешные минные постановки.
- 28 июля 1904 — Послан на миноносце «Решительный» в Чифу для доставки депеши о попытке прорыва порт-артурской эскадры во Владивосток. 30 июля во время высадки японского десанта на разоруженный и интернированный миноносец отверг предложение сдаться, во время рукопашного боя был ранен пулей в бедро.
- 7 января 1905 — Вахтенный начальник, командир носовой башни ГК броненосца береговой обороны «Адмирал Сенявин». Во время Цусимского сражения 14 мая 1905 года командовал огнём, стоя на крыше башни.
- 15 мая 1905 — 30 января 1906 — Находился в японском плену.
- 11.03.1906 — Зачислен в 1-й флотский экипаж.
- 26 февраля 1907 — Зачислен в запас флота по Петербургскому уезду, переведён в чине коллежского асессора во 2-й Департамент Министерства иностранных дел.
- 21 января 1908 — 2-й секретарь российского посольства в Греции
- Секретарь российской миссии в Дармштадте.
- 19 июня 1908 — Определен на действительную службу в чине лейтенанта за пребывание в запасе флота со старшинством с 10 июня 1908.
- 5 августа 1908 — Назначен в 1-ю минную дивизию Балтийского моря
- 27 августа 1914 — Зачислен в 1-й Балтийский флотский экипаж
- 2 августа — 1 декабря 1914 — Вахтенный начальник эскадренного миноносца «Пограничник»
- 24 ноября 1914 — Начальник отделения 1-й морской партии траления Балтийского моря, организовал разминирование портов Раумо и Ментилуото.
- 5 января 1915 — Командир ремонтирующегося миноносца «Лёгкий»
- 3 июля 1915 — В распоряжении начальника Морского Главного Штаба
- 8 ноября 1915 — 29 апреля 1916 — И. д. начальника вновь созданной службы связи Белого моря
- 5 июля 1916 — Адъютант морского министра.
- 20 декабря 1916 — Начальник отряда судов обороны Кольского залива.
- 16 сентября 1917 — Уволен от службы, перешёл в Министерство иностранных дел.
- Жил с семьей в Архангельске, изучал рыболовное и зверобойное дело. Неудачно пытался купить промысловое судно «Харитон Лаптев».
- Март 1918 — Выехал в Норвегию, работал в судостроительной фирме.
- 1925 — Обратился во ВЦИК с просьбой о возвращении на службу в Морское ведомство СССР, просьба была отклонена.
- Вернулся в Россию, проживал в Москве, служил заведующим иностранным отделом при правлении НИГРЭС.
- 23 февраля 1928 — Арестован.
- 25 мая 1928 — Осужден по статье 58 (пункт 6-11) на 3 года ссылки в Сибирь.
- 13 июля 1928 — Разрешено свободное проживание на всей территории СССР.
- 1937 — Арестован НКВД, осужден на 5 лет заключения как социально опасный элемент.

Рощаковский был мне бесконечно интересен. Настолько, что я почти все время проводил в разговорах с ним. Он был для меня настоящим открытием. Начать с того, что впервые я понял, что значит быть «воспитанным человеком». И не в том дело, что все, что этот старик делал, — было изящно, красиво, элегантно. Он ел деревянной ложкой тюремную баланду так красиво, что невозможно было отвести глаз… В дикой и омерзительной жизни огромной камеры, набитой людьми, которые тут же, при всех, едят невкусную пищу, отрыгивают, мучаются распирающими их газами, пользуются вонючей парашей, отравляют воздух зловонием немытых потных тел — в этой обстановке Рощаковский вёл себя так, что ничто в нём не раздражало окружающих. Не оскорбляло слуха, зрения — ничего! Он был прост, совершенно естествен в обращении с любым человеком, в нём не было ни тени фамильярности, высокомерия, желания подладиться под собеседника или же чем-то его унизить, загнать в угол эрудицией, опытом…
Это было просто удивительно! Он был убежденный монархист, националист и антисемит. Я был коммунистом, интернационалистом и евреем. Мы спорили почти все время. И выяснилось, что можно спорить с полностью инаковерующим не раздражаясь, не впадая в ожесточение, с уважением друг к другу… Для меня это было подлинным открытием…

Но не воспитанность была главным, что отличало его от всех людей, с которыми я встречался в тюрьме. Он был единственным, кто был счастлив. Да, да — он был совершенно счастлив и этого не скрывал.— Лев Разгон

## Отличия
- Кавалерский крест греческого ордена Спасителя (1900)
- Орден Святой Анны IV степени с написью «За храбрость» (14.4.1904) — «За мужество и отличное командование во время бомбардировки Порт-Артура 2.4.1904»
- Орден Святого Станислава II степени с мечами (6.1.1905)
- Орден Святого Владимира IV степени с мечами и бантом (16.12.1905) — «За участие в действиях против неприятеля в Порт-Артуре»
- Орден Святой Анны II степени (24.11.1914)
- Мечи к ордену Святой Анны II степени (24.12.1914)